# Mazo von Verden
Mazo von Verden († 25. Oktober 1116 oder 1117) war von 1097 bis 1116 Bischof von Verden. Er war stets Anhänger der Salier und wurde beim sächsischen Aufstand unter Lothar von Süpplingenburg abgesetzt.

## Leben
Er war vor seiner Zeit als Bischof vermutlich Kanoniker und vielleicht Propst am Stift St. Simon und Juda in Goslar. Die Umstände, wie er seinem Vorgänger Hartwich gefolgt ist, sind unklar. Möglicherweise wurde er nie geweiht. Über sein Wirken in seiner Diözese ist kaum etwas bekannt. 
Im Jahr 1103 war er am Hof Heinrichs IV. in Lüttich. Während des Aufstandes von Heinrich V. im Jahr 1105 gegen seinen Vater scheint er sich dem Sohn zugewandt zu haben. Er blieb ihm auch treu, als dessen Verhältnis zum Papst und den sächsischen Fürsten bereits stark belastet war. Mazo war 1112 verschiedentlich am kaiserlichen Hof anwesend. 
Als Sachsen 1115 von Heinrich V. abfiel, blieb Mazzo auf dessen Seite. Er war 1115 in Augsburg in der Nähe des Kaisers und folgte ihm nach Italien. Die antikaiserliche Opposition um Adalbert von Mainz und dem sächsischen Herzog und Vogt der sächsischen Kirche Lothar von Supplingenburg nutzte die Situation. Sie ernannten den bisherigen Hildesheimer Domkanoniker Thietmar zum Bischof von Verden. Friedrich von Köln weihte ihn sogleich zum Bischof. Heinrich V. reagierte mit einem anklagenden Schreiben an die Mainzer. Nicht ganz klar ist, in welchem Jahr er gestorben ist.